# Partecipanti alla Dwars door Vlaanderen 2025
Elenco dei partecipanti al Dwars door Vlaanderen 2025.
Il Dwars door Vlaanderen 2025 è stata la settantanovesima edizione della corsa. Alla competizione presero parte 25 squadre: le 18 iscritte all'UCI World Tour 2025 e 7 UCI ProTeam.
Ciascuna delle squadre è composta da 7 ciclisti, per un totale di 175 accreditati alla partenza.

## Corridori per squadra
Nota: R ritirato, NP non partito, FT fuori tempo, SQ squalificato
| Team Visma-Lease a Bike | Team Visma-Lease a Bike | Team Visma-Lease a Bike | Intermarché-Wanty       | Intermarché-Wanty       | Intermarché-Wanty       | Lidl-Trek                  | Lidl-Trek                  | Lidl-Trek                  |
| ----------------------- | ----------------------- | ----------------------- | ----------------------- | ----------------------- | ----------------------- | -------------------------- | -------------------------- | -------------------------- |
| Nº                      | Ciclista                | Clas.                   | Nº                      | Ciclista                | Clas.                   | Nº                         | Ciclista                   | Clas.                      |
| 1                       | Matteo Jorgenson        | 4º                      | 11                      | Biniam Girmay           | 17º                     | 21                         | Mads Pedersen              | 5º                         |
| 2                       | Wout Van Aert           | 2º                      | 12                      | Arne Marit              | R                       | 22                         | Jonathan Milan             | R                          |
| 3                       | Tiesj Benoot            | 3º                      | 13                      | Vito Braet              | 34º                     | 23                         | Jasper Stuyven             | 18º                        |
| 4                       | Per Strand Hagenes      | 88º                     | 14                      | Roel Sintmaartensdijk   | 37º                     | 24                         | Edward Theuns              | 62º                        |
| 5                       | Edoardo Affini          | R                       | 15                      | Hugo Page               | R                       | 25                         | Toms Skujiņš               | R                          |
| 6                       | Dylan van Baarle        | 23º                     | 16                      | Laurenz Rex             | 28º                     | 26                         | Alex Kirsch                | NP                         |
| 7                       | Tosh Van Der Sande      | 84º                     | 17                      | Taco van der Hoorn      | R                       | 27                         | Tim Declercq               | 81º                        |
| Lotto                   | Lotto                   | Lotto                   | Groupama-FDJ            | Groupama-FDJ            | Groupama-FDJ            | UAE Team Emirates XRG      | UAE Team Emirates XRG      | UAE Team Emirates XRG      |
| Nº                      | Ciclista                | Clas.                   | Nº                      | Ciclista                | Clas.                   | Nº                         | Ciclista                   | Clas.                      |
| 31                      | Alec Segaert            | 10º                     | 41                      | Stefan Küng             | 9º                      | 51                         | Tim Wellens                | R                          |
| 32                      | Jenno Berckmoes         | R                       | 42                      | Lewis Askey             | R                       | 52                         | Filippo Baroncini          | 71º                        |
| 33                      | Sébastien Grignard      | 77º                     | 43                      | Eddy Le Huitouze        | R                       | 53                         | Juan Sebastián Molano      | R                          |
| 34                      | Joshua Giddings         | 83º                     | 44                      | Johan Jacobs            | R                       | 54                         | Jhonatan Narváez           | 66º                        |
| 35                      | Steffen De Schuyteneer  | 52º                     | 45                      | Olivier Le Gac          | R                       | 55                         | Nils Politt                | R                          |
| 36                      | Arjen Livyns            | 8º                      | 46                      | Valentin Madouas        | 90º                     | 56                         | Rui Oliveira               | NP                         |
| 37                      | Brent Van Moer          | 82º                     | 47                      | Clément Russo           | 50º                     | 57                         | Mikkel Bjerg               | 21º                        |
| Alpecin-Deceuninck      | Alpecin-Deceuninck      | Alpecin-Deceuninck      | XDS Astana Team         | XDS Astana Team         | XDS Astana Team         | Uno-X Mobility             | Uno-X Mobility             | Uno-X Mobility             |
| Nº                      | Ciclista                | Clas.                   | Nº                      | Ciclista                | Clas.                   | Nº                         | Ciclista                   | Clas.                      |
| 61                      | Jasper Philipsen        | R                       | 71                      | Alberto Bettiol         | R                       | 81                         | Alexander Kristoff         | R                          |
| 62                      | Tibor Del Grosso        | 6º                      | 72                      | Cees Bol                | 13º                     | 82                         | Jonas Abrahamsen           | R                          |
| 63                      | F. Van Den Bossche      | 39º                     | 73                      | Alessandro Romele       | R                       | 83                         | Markus Hoelgaard           | 26º                        |
| 64                      | Tobias Bayer            | R                       | 74                      | Davide Ballerini        | 95º                     | 84                         | William Blume Levy         | R                          |
| 65                      | Edward Planckaert       | 56º                     | 75                      | Max Kanter              | 96º                     | 85                         | Anders Skaarseth           | R                          |
| 66                      | Xandro Meurisse         | R                       | 76                      | Mike Teunissen          | 45º                     | 86                         | Rasmus Tiller              | 11º                        |
| 67                      | Jonas Rickaert          | R                       | 77                      | Davide Toneatti         | R                       | 87                         | Søren Wærenskjold          | R                          |
| EF Education-EasyPost   | EF Education-EasyPost   | EF Education-EasyPost   | Red Bull-Bora-Hansgrohe | Red Bull-Bora-Hansgrohe | Red Bull-Bora-Hansgrohe | Ineos Grenadiers           | Ineos Grenadiers           | Ineos Grenadiers           |
| Nº                      | Ciclista                | Clas.                   | Nº                      | Ciclista                | Clas.                   | Nº                         | Ciclista                   | Clas.                      |
| 91                      | Neilson Powless         | 1º                      | 101                     | Jordi Meeus             | 43º                     | 111                        | Magnus Sheffield           | 25º                        |
| 92                      | Harry Sweeny            | 40º                     | 102                     | Ryan Mullen             | R                       | 112                        | Tobias Foss                | R                          |
| 93                      | Marijn van den Berg     | 14º                     | 103                     | Filip Maciejuk          | 92º                     | 113                        | Joshua Tarling             | R                          |
| 94                      | Owain Doull             | R                       | 104                     | Danny van Poppel        | R                       | 114                        | Bob Jungels                | 76º                        |
| 95                      | Mikkel Honoré           | 22º                     | 105                     | Laurence Pithie         | R                       | 115                        | Ben Swift                  | 55º                        |
| 96                      | Madis Mihkels           | R                       | 106                     | Mick van Dijke          | 15º                     | 116                        | Samuel Watson              | R                          |
| 97                      | Max Walker              | R                       | 107                     | Sam Welsford            | 97º                     | 117                        | Connor Swift               | R                          |
| Arkéa-B&B Hotels        | Arkéa-B&B Hotels        | Arkéa-B&B Hotels        | Cofidis                 | Cofidis                 | Cofidis                 | Soudal Quick-Step          | Soudal Quick-Step          | Soudal Quick-Step          |
| Nº                      | Ciclista                | Clas.                   | Nº                      | Ciclista                | Clas.                   | Nº                         | Ciclista                   | Clas.                      |
| 121                     | Luca Mozzato            | R                       | 131                     | Piet Allegaert          | NP                      | 141                        | Tim Merlier                | 53º                        |
| 122                     | Arnaud Démare           | 64º                     | 132                     | Bryan Coquard           | 24º                     | 142                        | Yves Lampaert              | 19º                        |
| 123                     | Amaury Capiot           | R                       | 133                     | Aimé De Gendt           | 67º                     | 143                        | Paul Magnier               | R                          |
| 124                     | Giosuè Epis             | R                       | 134                     | Sam Maisonobe           | 68º                     | 144                        | Warre Vangheluwe           | R                          |
| 125                     | Léandre Lozouet         | 69º                     | 135                     | Alexis Renard           | 44º                     | 145                        | Pascal Eenkhoorn           | 36º                        |
| 126                     | Miles Scotson           | R                       | 136                     | Ludovic Robeet          | R                       | 146                        | Casper Pedersen            | 58º                        |
| 127                     | Pierre Thierry          | R                       | 137                     | Nolann Mahoudo          | R                       | 147                        | Bert Van Lerberghe         | 38º                        |
| Movistar Team           | Movistar Team           | Movistar Team           | Q36.5 Pro Cycling Team  | Q36.5 Pro Cycling Team  | Q36.5 Pro Cycling Team  | Decathlon AG2R La Mondiale | Decathlon AG2R La Mondiale | Decathlon AG2R La Mondiale |
| Nº                      | Ciclista                | Clas.                   | Nº                      | Ciclista                | Clas.                   | Nº                         | Ciclista                   | Clas.                      |
| 151                     | Iván García Cortina     | 46º                     | 161                     | Fabio Christen          | 57º                     | 171                        | Pierre Gautherat           | 12º                        |
| 152                     | Orluis Aular            | 32º                     | 162                     | Giacomo Nizzolo         | 42º                     | 172                        | Dries De Bondt             | 7º                         |
| 153                     | Davide Cimolai          | R                       | 163                     | David Gonzalez          | R                       | 173                        | Sander De Pestel           | 31º                        |
| 154                     | Manlio Moro             | 94º                     | 164                     | Emīls Liepiņš           | 59º                     | 174                        | Oscar Chamberlain          | 73º                        |
| 155                     | Mathias Norsgaard       | 78º                     | 165                     | Rory Townsend           | R                       | 175                        | Gianluca Pollefliet        | R                          |
| 156                     | Lorenzo Milesi          | 54º                     | 166                     | Nicolò Parisini         | 48º                     | 176                        | Sam Bennett                | R                          |
| 157                     | Gonzalo Serrano         | 60º                     | 167                     | Jannik Steimle          | 86º                     | 177                        | Rasmus S. Pedersen         | 89º                        |
| Team Jayco AlUla        | Team Jayco AlUla        | Team Jayco AlUla        | Israel-Premier Tech     | Israel-Premier Tech     | Israel-Premier Tech     | Bahrain Victorious         | Bahrain Victorious         | Bahrain Victorious         |
| Nº                      | Ciclista                | Clas.                   | Nº                      | Ciclista                | Clas.                   | Nº                         | Ciclista                   | Clas.                      |
| 181                     | Max Walscheid           | 41º                     | 191                     | Joseph Blackmore        | 20º                     | 201                        | Matej Mohorič              | 49º                        |
| 182                     | Robert Donaldson        | R                       | 192                     | Riley Pickrell          | R                       | 202                        | Fred Wright                | 16º                        |
| 183                     | Patrick Gamper          | R                       | 193                     | Matis Louvel            | R                       | 203                        | Roman Ermakov              | R                          |
| 184                     | Jelte Krijnsen          | R                       | 194                     | Nadav Raisberg          | R                       | 204                        | Alberto Bruttomesso        | R                          |
| 185                     | Kelland O'Brien         | 35º                     | 195                     | Riley Sheehan           | 65º                     | 205                        | Andrea Pasqualon           | 47º                        |
| 186                     | Elmar Reinders          | 85º                     | 196                     | Jake Stewart            | R                       | 206                        | Vlad Van Mechelen          | 51º                        |
| 187                     | Jasha Sütterlin         | 80º                     | 197                     | Tom Van Asbroeck        | 29º                     | 207                        | Robert Stannard            | R                          |
| Team Picnic PostNL      | Team Picnic PostNL      | Team Picnic PostNL      | Wagner Bazin WB         | Wagner Bazin WB         | Wagner Bazin WB         | Team Flanders-Baloise      | Team Flanders-Baloise      | Team Flanders-Baloise      |
| Nº                      | Ciclista                | Clas.                   | Nº                      | Ciclista                | Clas.                   | Nº                         | Ciclista                   | Clas.                      |
| 211                     | John Degenkolb          | 30º                     | 221                     | Quentin Bezza           | R                       | 231                        | Dylan Vandenstorme         | 75º                        |
| 212                     | Alexander Edmondson     | R                       | 222                     | Cériel Desal            | 70º                     | 232                        | Victor Vercouillie         | R                          |
| 213                     | Timo Roosen             | R                       | 223                     | Michiel Lambrecht       | 72º                     | 233                        | Brem Deman                 | 91º                        |
| 214                     | Sean Flynn              | R                       | 224                     | Jens Reynders           | 63º                     | 234                        | Tuur Dens                  | R                          |
| 215                     | Enzo Leijnse            | R                       | 225                     | Kenneth Van Rooy        | R                       | 235                        | Vince Gerits               | R                          |
| 216                     | Tim Naberman            | R                       | 226                     | Sasha Weemaes           | R                       | 236                        | Vincent Van Hemelen        | 93º                        |
| 217                     | Julius van den Berg     | 74º                     | 227                     | Loïc Vliegen            | 79º                     | 237                        | Yentl Vandevelde           | R                          |
| Tudor Pro Cycling Team  |                         |                         |                         |                         |                         |                            |                            |                            |
| Nº                      | Ciclista                | Clas.                   |                         |                         |                         |                            |                            |                            |
| 241                     | Rick Pluimers           | 27º                     |                         |                         |                         |                            |                            |                            |
| 242                     | Fabian Lienhard         | 61º                     |                         |                         |                         |                            |                            |                            |
| 243                     | Petr Kelemen            | R                       |                         |                         |                         |                            |                            |                            |
| 244                     | Arthur Kluckers         | R                       |                         |                         |                         |                            |                            |                            |
| 245                     | Alexander Krieger       | 33º                     |                         |                         |                         |                            |                            |                            |
| 246                     | Marius Mayrhofer        | 87º                     |                         |                         |                         |                            |                            |                            |
| 247                     | Aivaras Mikutis         | R                       |                         |                         |                         |                            |                            |                            |